# Kutuktu
A kutuktu hunnu rang.

## Feladata
Két ezen a rangon álló személy volt a birodalomban (keleti és nyugati Guduhou). Rangja öröklődött. A mongol kutuktunak, az ujgur kutulunak és a türk kutlugnak felel meg. A szó hangtani fejlődősében megjelent a "kada" szó is, ami Obrusánszky Borbála szerint megőrződött a magyarok között "kadar"-ként. Ő ítélte a tolvajokat, a csalókat a közkatonákat egyszerre, és bárminemű pereskedőket egyszerre. Az ítélet, ha az helytelen volt – a közösség akarata szerint – visszavonhatták és a vétkes bírót megbüntették.